# Cratomorphus anitae
Cratomorphus anitae là một loài bọ cánh cứng trong họ Đom đóm (Lampyridae). Loài này được Zaragoza Cabellero miêu tả khoa học năm 1996.